# Cerveza Paceña
Paceña es una cerveza boliviana, elaborada por la Cervecería Boliviana Nacional (CBN).

## Historia
Los antecedentes de cerveza Paceña se remontan a 1886. Año en el cual surgió la fábrica de cerveza, propiedad del señor Alejandro Burgos Wolf, bajo la razón social de “Wolf & Cía.”, fábrica que posteriormente tomaría el nombre de Cervecería Americana y luego Cervecería Nacional. 
El 20 de octubre de 1886 se fusionan la Cervecería Nacional con la Cervecería Americana en la ciudad de La Paz y juntas forman lo que hoy es la Cervecería Boliviana Nacional, siendo los propietarios los señores Federico Groenewold, Luis Ernst, Hugo Preuss, Eugenio Stohmann y Jorge Burgos. A inicios del siglo XX la Cervecería Boliviana Nacional, se instaló muy cerca de la estación de trenes, lugar que coincidía con el portal de ingreso a la ciudad de La Paz.
Paulatinamente esta cerveza fue expandiéndose al resto del país y es así que el producto fue adquiriendo el nombre de Paceña, refiriéndose a la cerveza producida en la ciudad de la Paz.

## Producción
Inicialmente Paceña era elaborada exclusivamente en la altura, a casi 3600 m s. n. m. (metros sobre el nivel del mar), donde la ebullición del agua sucede a unos 89 °C (grados Celsius), razón por la cual la cocción se hace a presión; la altura también ayuda para una mejor formación de espuma en la cerveza. La fabricación del producto se realiza a partir de agua purificada de la Cordillera de los Andes. 
Todo lo anterior imposibilitaba la producción de Paceña en otras localidades diferentes a la ciudad de La Paz. Sin embargo, con el pasar del tiempo l los avances tecnológicos han hecho posible replicar el proceso realizado en las alturas, conservando todo el sabor y calidad de la receta con más de 130 años de historia, cuando es producida en otras instalaciones de Cervecería Boliviana Nacional, en los departamentos de Cochabamba, Santa Cruz y Tarija, que están a menor altura.
Actualmente la producción de Paceña llega a más de 2 100 000 hectolitros (HL) anuales.

## Premios

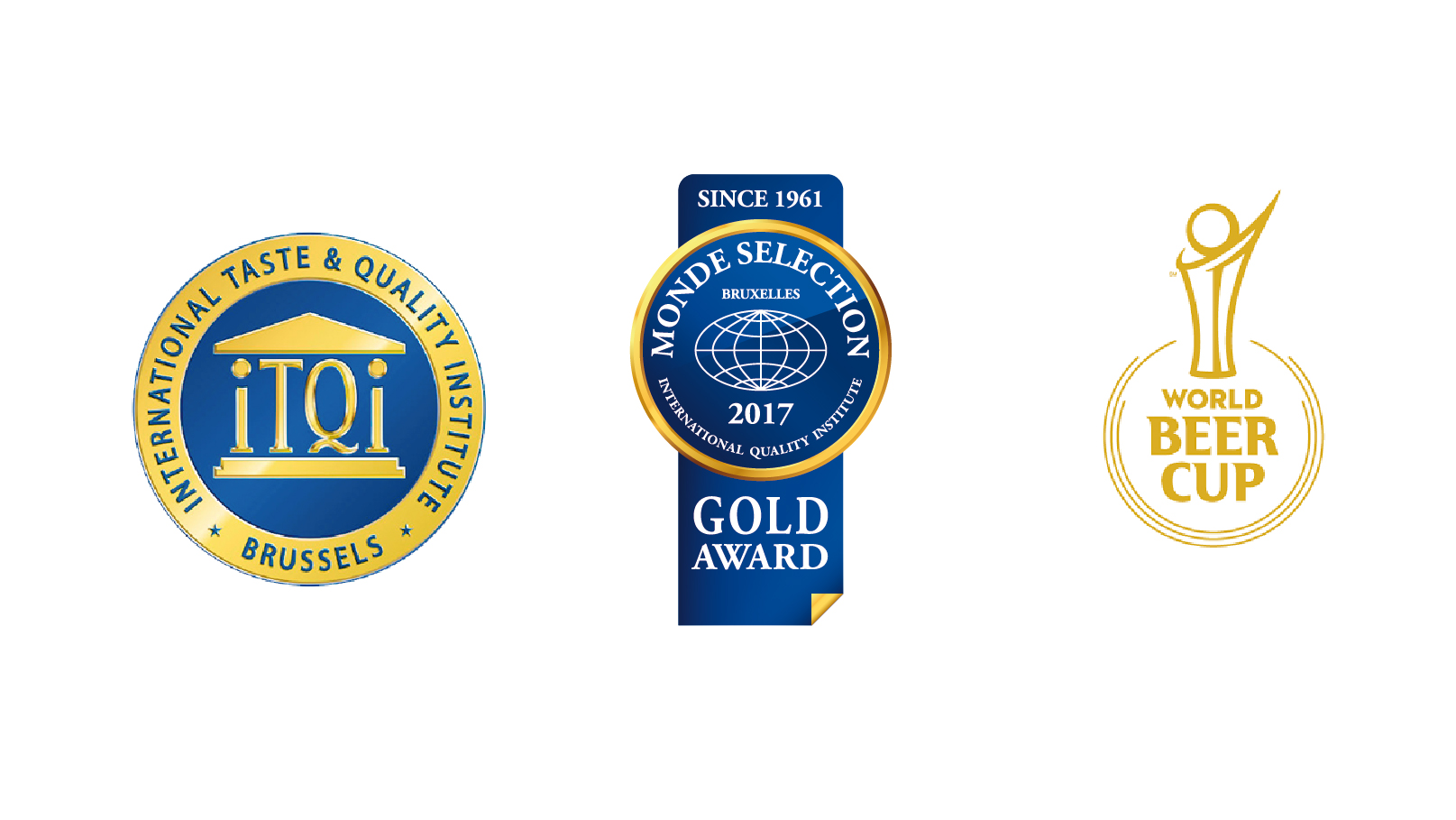
Premios y reconocimientos

Paceña ha sido merecedora de más de 60 reconocimientos internacionales en el transcurso de su historia; 25 veces se hizo ganadora de la medalla de oro en el Instituto Internacional de Selecciones de Calidad Monde Selection, que reúne a los más capacitados expertos químicos del Instituto Meurice, quienes testean más de 3000 productos de 80 países. 
En 2016, la vigésima quinta medalla de oro fue recibida en Malta, por el maestro cervecero Jesús Cáceres, quien guía la elaboración del producto. Desde 1977, el certamen Monde Selection ha otorgado a Paceña 60 medallas de Oro, 10 Grand Oro, 23 Silver y 4 Bronze.
Paceña también cuenta con dos estrellas de oro del International Taste & Quality Institute (ITQI), que le otorgó puntuaciones de 80 a 90 % en 2009 y 2012, respectivamente. IQTI es una de las organizaciones internacionales más prestigiosas del mundo en la certificación de la calidad de los productos alimenticios, ya que está conformada por los mejores chefs y sommeliers de Europa.
En 2012, Paceña obtuvo, por si fuera poco, el World Beer Cup Copa Mundial de la Cerveza en la categoría (International-Style Lager, estos premios tienen como misión crear una mayor conciencia de los consumidores en todo el mundo a través de la calidad y la diversidad que presentan las distintas marcas de cerveza.

## Características
Paceña es una cerveza tipo lager, que se produce a partir de un mosto concentrado elaborado sobre la base de malta de cebada, cereales como adjunto cervecero, agua potable y lúpulo. Llega a los mercados en las siguientes variedades: 
- Paceña Pilsener
- Paceña pico de plata
- Paceña pico de oro
- Paceña sin alcohol

## Exportación
Un informe del Ministerio de Hacienda e industria, publicado en 1908, indica que el país exportó 351 L (litros) de cerveza hacia Europa, que salieron por la aduana de La Paz, departamento donde se encontraba la principal industria.
La marca ha llegado a los mercados de Chile, Estados Unidos, España, Inglaterra, Japón, Australia y Suiza; pero, además, es muy común ver la marca en las casas de los bolivianos que residen en el extranjero.
El mercado de Paceña aumenta cada año, pero el mayor consumo extranjero lo obtiene el mercado de Chile, un país cuyos consumidores muestran especial preferencia. Según un estudio del Servicio Nacional del Consumidor de Chile (SERNAC, Departamento de Estudios, 2002), Paceña ocupa el cuarto lugar en la preferencia de los consumidores chilenos, entre 17 marcas distintas de cerveza.
Paceña es la cerveza más internacional de Bolivia. Su sabor llega a diferentes partes del mundo. Dos ejemplos así lo ilustran.       
Paceña es parte de la carta del Café Delirium en Bruselas, en el que se jactan de contar con un menú de más de 2400 cervezas de todo el mundo, categorizadas según el país de origen.
El 3 de junio de 2015, el artista británico Jude Law brindó con cerveza Paceña en The Tonight Show, un talk show estadounidense, conducido por Jimmy Fallon en la cadena NBC, cuya audiencia alcanza alrededor de 11 millones de personas tan sólo en el país del norte y 7,5 millones de suscriptores en su canal de YouTube alrededor del mundo.

## Paceña sin alcohol
Paceña sin alcohol es una cerveza classic lager con el mismo perfil de líquido de Paceña; tiene todo el sabor y la misma calidad, pero sin alcohol. Paceña, como la marca más importante de Bolivia, lanzó la primera cerveza sin alcohol boliviana.          